# 喜多みどり
喜多 みどり（きた みどり、8月31日 - ）は、日本の小説家。血液型はA型。北海道札幌市出身。
第1回角川ビーンズ小説大賞にて「呪われた七つの町のある祝福された一つの国の物語」で奨励賞受賞。受賞作はビーンズ文庫には暗すぎるとの理由から（『天空の剣』あとがきより）、書き下ろしの「天空の剣」で2003年9月にデビュー。「弁当屋さんのおもてなし」は2020年6月にコミカライズされ、作画は十峯なるせが担当。2023年2月に北海道テレビ放送で実写ドラマ化された。

## 作品
- 「西風の皇子」シリーズ（イラスト:宮城とおこ / 角川ビーンズ文庫）:全7巻

1. 西風の皇子（2003年12月）
2. 西風の皇子 闇色の少年王（2004年7月）
3. 西風の皇子 半神の女剣士（2004年10月）
4. 西風の皇子 最後の魔法使い（2005年3月）
5. 西風の皇子 大地の女神（2005年6月）
6. 西風の皇子 西風の贈りもの（短編集）（2005年10月）
7. 天空の剣（外伝）（2003年9月）

- 「龍」シリーズ（イラスト:凱王安也子 / 角川ビーンズ文庫）:全2巻

1. ザ・ラスティ・ワールド 龍の王女（2004年5月）
2. ザ・イノセント・キングダム 龍の玉座（2006年1月）

- 「光炎のウィザード」シリーズ（イラスト:宮城とおこ / 角川ビーンズ文庫）:全10巻

1. 光炎のウィザード はじまりは威風堂々（2006年7月）
2. 光炎のウィザード 再会は危機一髪（2006年12月）
3. 光炎のウィザード 追憶は五里霧中（2007年5月）
4. 光炎のウィザード 想いは未来永劫（2007年10月）
5. 光炎のウィザード 恋は電光石火（2008年3月）
6. 光炎のウィザード 愛は完全無欠（2008年8月）
7. 光炎のウィザード 魔法学園は年中無休（短編集）（2009年1月）
8. 光炎のウィザード 選択は唯一無二（2009年2月）
9. 光炎のウィザード 運命は千変万化（2009年7月）
10. 光炎のウィザード 未来は百花繚乱（2009年12月）

- 「シスター・ブラックシープ」シリーズ（イラスト:桐矢隆 / 角川ビーンズ文庫）:全5巻

1. シスター・ブラックシープ 悪魔とロザリオ（2010年7月）
2. シスター・ブラックシープ 林檎と堕天使（2010年11月）
3. シスター・ブラックシープ 薔薇と聖歌（2011年2月）
4. シスター・ブラックシープ エデンの嘘（2011年7月）
5. シスター・ブラックシープ 花嫁の聖戦（2011年11月）

- 楽園の蓮 はじまりを歌う少女（イラスト:高尾滋 / カドカワ銀のさじシリーズ）（2011年11月）

- 「デ・コスタ家の優雅な獣」シリーズ（イラスト:カズアキ / 角川ビーンズ文庫）:全5巻

1. デ・コスタ家の優雅な獣（2012年7月）
2. デ・コスタ家の優雅な獣2（2012年11月）
3. デ・コスタ家の優雅な獣3（2013年2月）
4. デ・コスタ家の優雅な獣4（2013年5月）
5. デ・コスタ家の優雅な獣5（2013年9月）

- 「亜夜子と時計塔のガーディアン」シリーズ（イラスト:サマミヤアカザ / 角川ビーンズ文庫）:全2巻

1. 亜夜子と時計塔のガーディアン 秘密のお茶会（2014年8月）
2. 亜夜子と時計塔のガーディアン 約束のチョコレート（2015年1月）

- 「弁当屋さんのおもてなし」シリーズ（イラスト:イナコ / 角川文庫）

1. 弁当屋さんのおもてなし ほかほかごはんと北海鮭かま（2017年5月）
2. 弁当屋さんのおもてなし 海薫るホッケフライと思い出ソース（2017年10月）
3. 弁当屋さんのおもてなし ほっこり肉じゃがと母の味（2018年5月）
4. 弁当屋さんのおもてなし 甘やかおせちと年越しの願い（2018年11月）
5. 弁当屋さんのおもてなし まかないちらしと春待ちの君（2019年5月）
6. 弁当屋さんのおもてなし 夢に続くコロッケサンド（2019年11月）
7. 弁当屋さんのおもてなし しあわせ宅配篇（2020年8月）
8. 弁当屋さんのおもてなし しあわせ宅配篇2（2021年4月）
9. 弁当屋さんのおもてなし しあわせ宅配篇3（2021年10月）
10. 弁当屋さんのおもてなし しあわせ宅配篇4（2022年4月）
11. 弁当屋さんのおもてなし 新米夫婦と羽ばたくお子様ランチ（2023年2月）
12. 弁当屋さんのおもてなし 巡り逢う北の大地と爽やか子メロン（2024年1月）